# Honda Midori
Honda Midori (本田 美登里; Hepburn: Honda Midori) (Sizuoka, 1964. november 16. –) japán válogatott labdarúgó.

## Klub
1979 és 1984 között a Shimizudaihachi SC csapatában játszott. 1985-ben a Yomiuri Nippon SC Ladies Beleza csapatához szerződött. 1992-ben vonult vissza.

## Nemzeti válogatott
1981-ben debütált a japán válogatottban. A japán válogatott tagjaként részt vett az 1991-es világbajnokságon. A japán válogatottban 43 mérkőzést játszott.

## Statisztika
| Japán válogatott | Japán válogatott | Japán válogatott |
| Időszak          | Mérk.            | gól              |
| ---------------- | ---------------- | ---------------- |
| 1981             | 5                | 0                |
| 1982             | 0                | 0                |
| 1983             | 0                | 0                |
| 1984             | 3                | 0                |
| 1985             | 0                | 0                |
| 1986             | 6                | 0                |
| 1987             | 4                | 0                |
| 1988             | 3                | 0                |
| 1989             | 8                | 0                |
| 1990             | 5                | 0                |
| 1991             | 9                | 0                |
| Összesen         | 43               | 0                |

## Sikerei, díjai
Japán válogatott
- Ázsia-kupa:  Ezüst; 1986, 1991,  Bronz; 1989

Klub
- Japán bajnokság: 1990, 1991, 1992

Egyéni
- Az év Japán csapatában: 1990